# Nahalal
Nahalal (hebr. נהלל; ang. Nahalal) – moszaw położony w Samorządzie Regionu Emek Jizre’el, w Dystrykcie Północnym, w Izraelu.

## Położenie
Moszaw Nahalal jest położony na wysokości od 80 do 91 metrów n.p.m., w północno-zachodniej części intensywnie użytkowanej rolniczo Doliny Jezreel, na zachód od masywu górskiego Hare Nacerat, który ciągnie się na wschód w kierunku miasta Nazaret w Dolnej Galilei, na północy Izraela. Z tych wzgórz spływa przepływający na zachód od moszawu strumień Szimron, natomiast na wschodzie jest strumień Nahalal. Okoliczny teren łagodnie opada w kierunku południowo-zachodnim. W jego otoczeniu znajduje się miasto Migdal ha-Emek, kibuce Jifat, Gewat i Ramat Dawid, moszawy Kefar Jehoszua i Bet Sze’arim, wioska komunalna Timrat oraz arabska wioska Manszija Zabda. Na południe od moszawu znajduje się baza lotnicza Ramat Dawid, a na północnym wschodzie baza wojskowa Ma’alul.
Nahalal jest położona w Samorządzie Regionu Emek Jizre’el, w Poddystrykcie Jezreel, w Dystrykcie Północnym Izraela.

## Historia

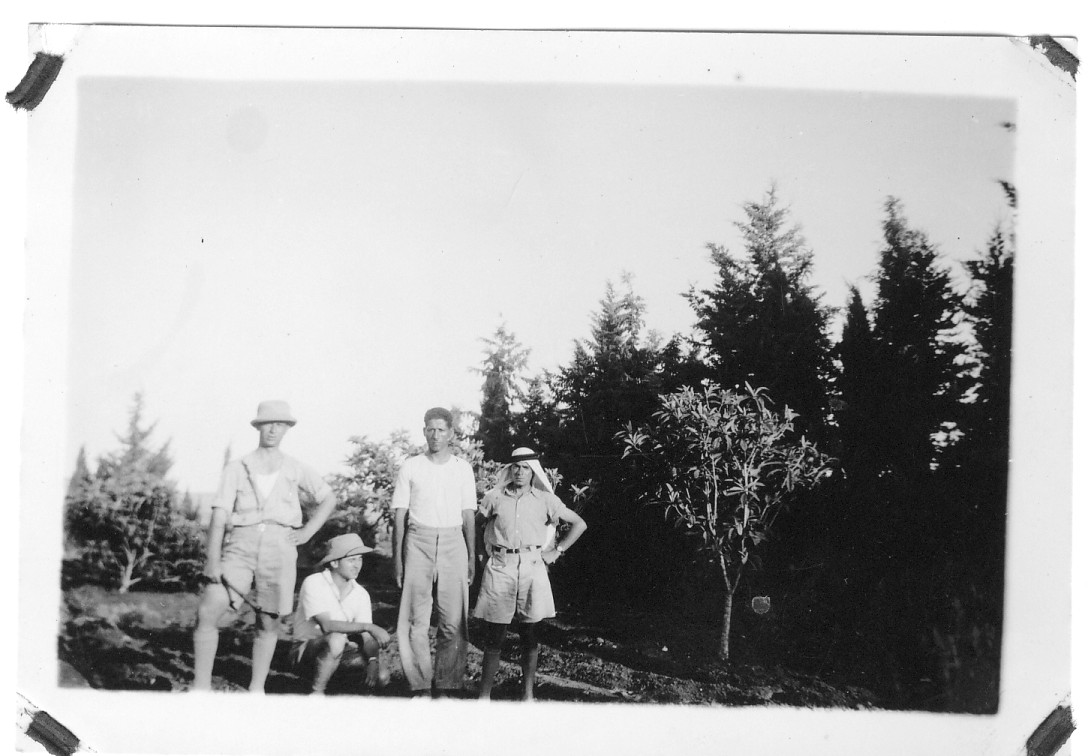
Mieszkańcy moszawu Nahalal około 1938 roku

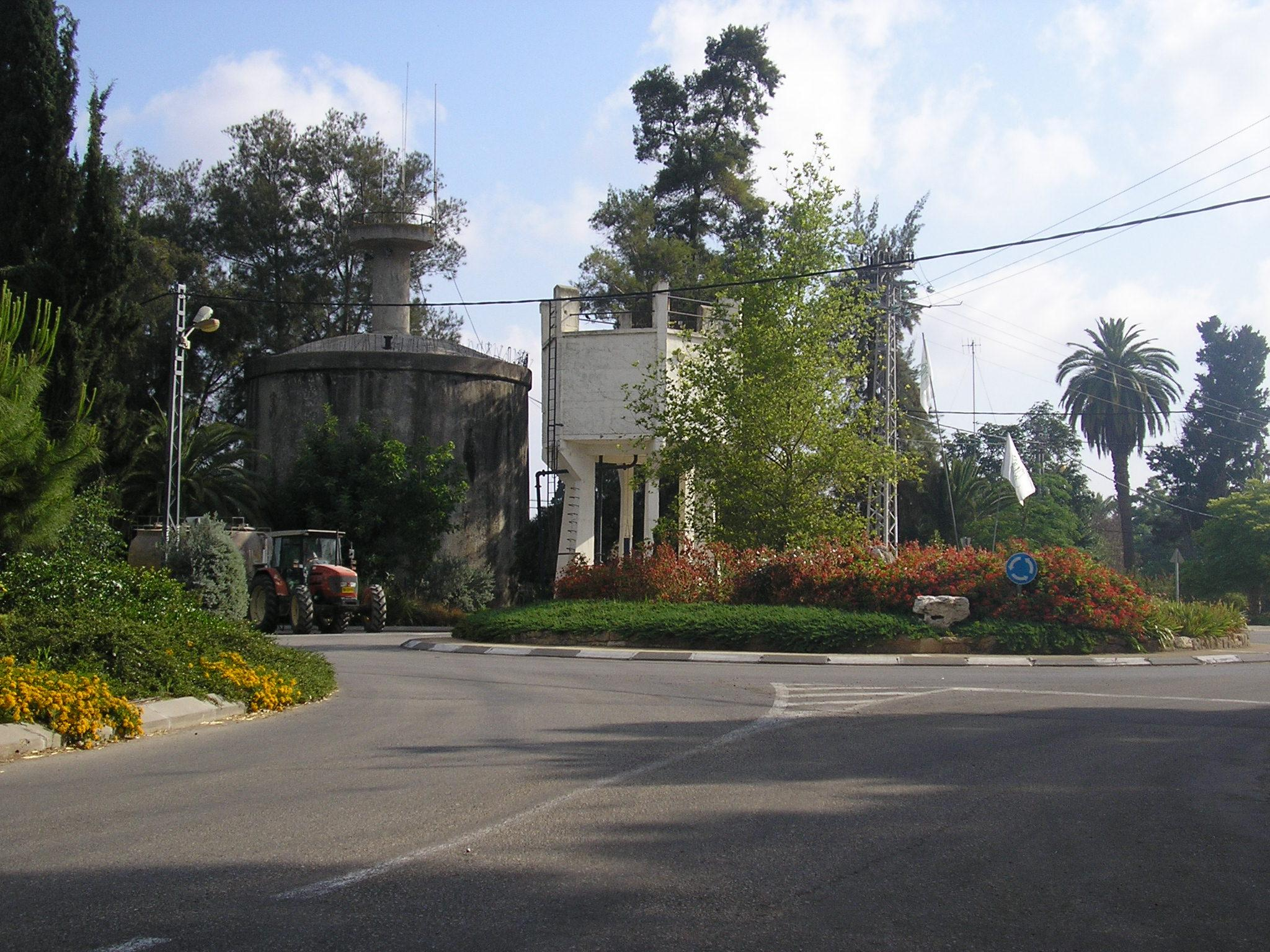
„Biała wieża” wybudowana w 1924 roku

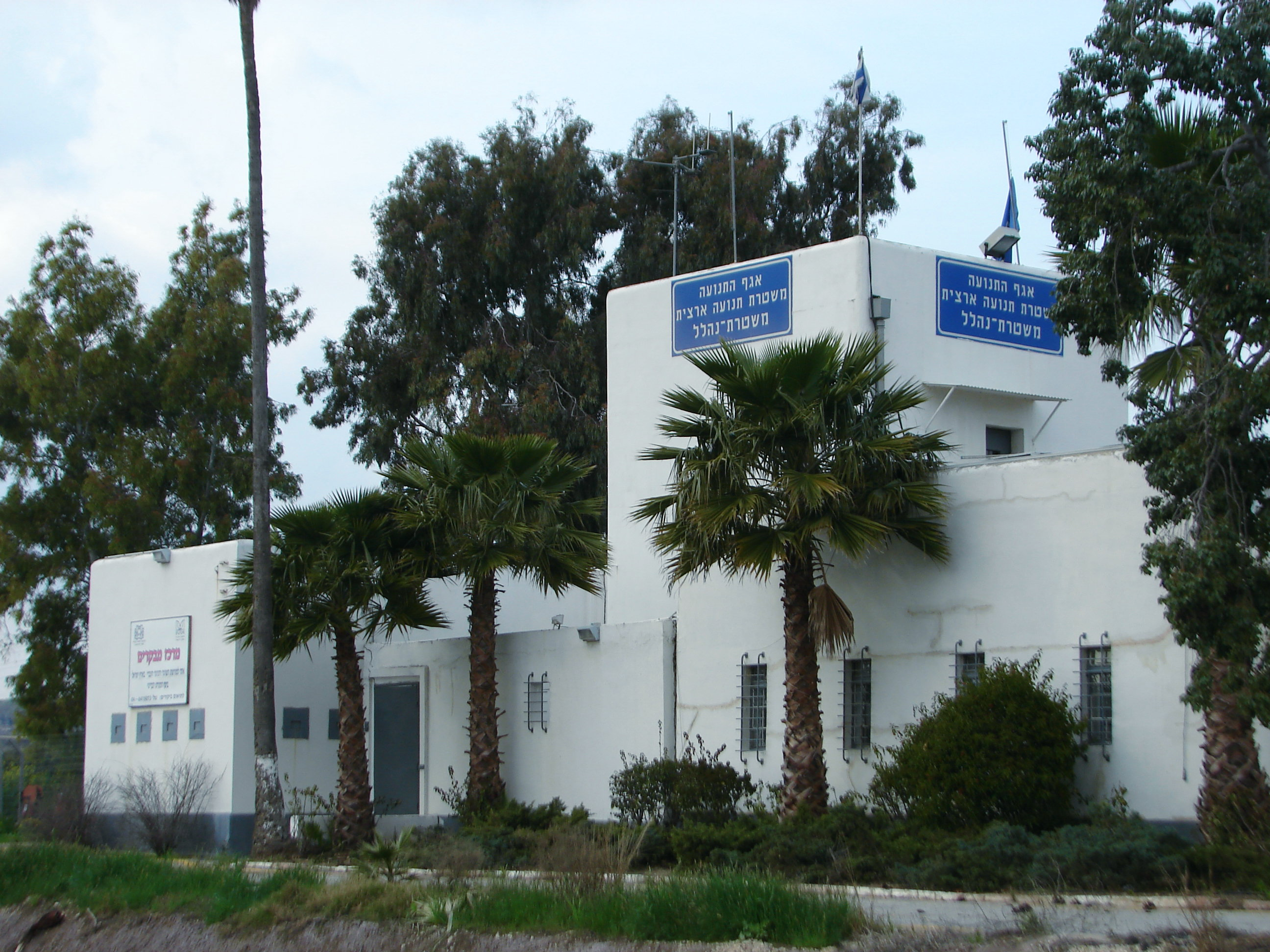
Fort Tegart w Nahalal, obecnie posterunek policji

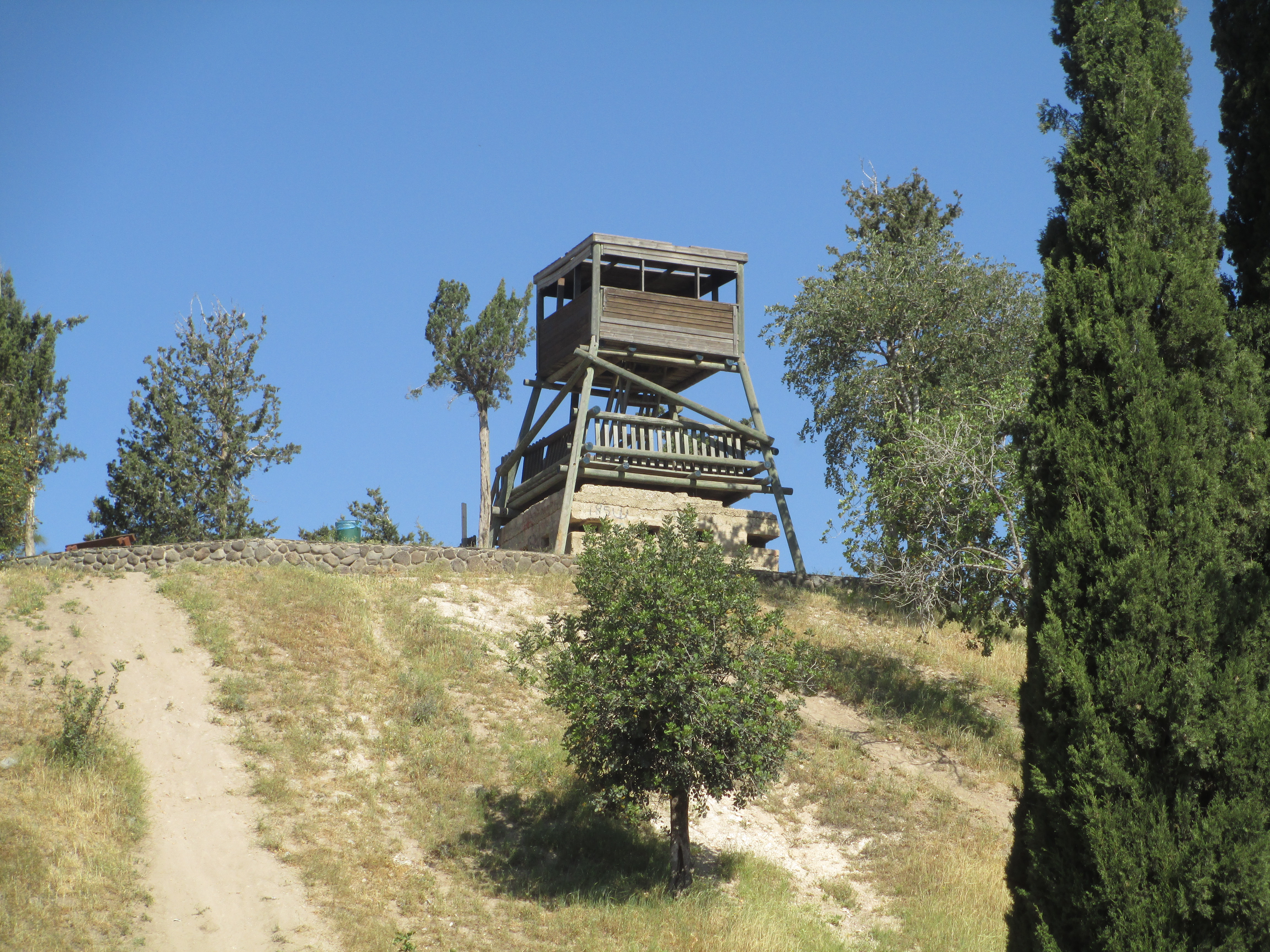
Wieża widokowa na szczycie wzgórza Tel Szimron

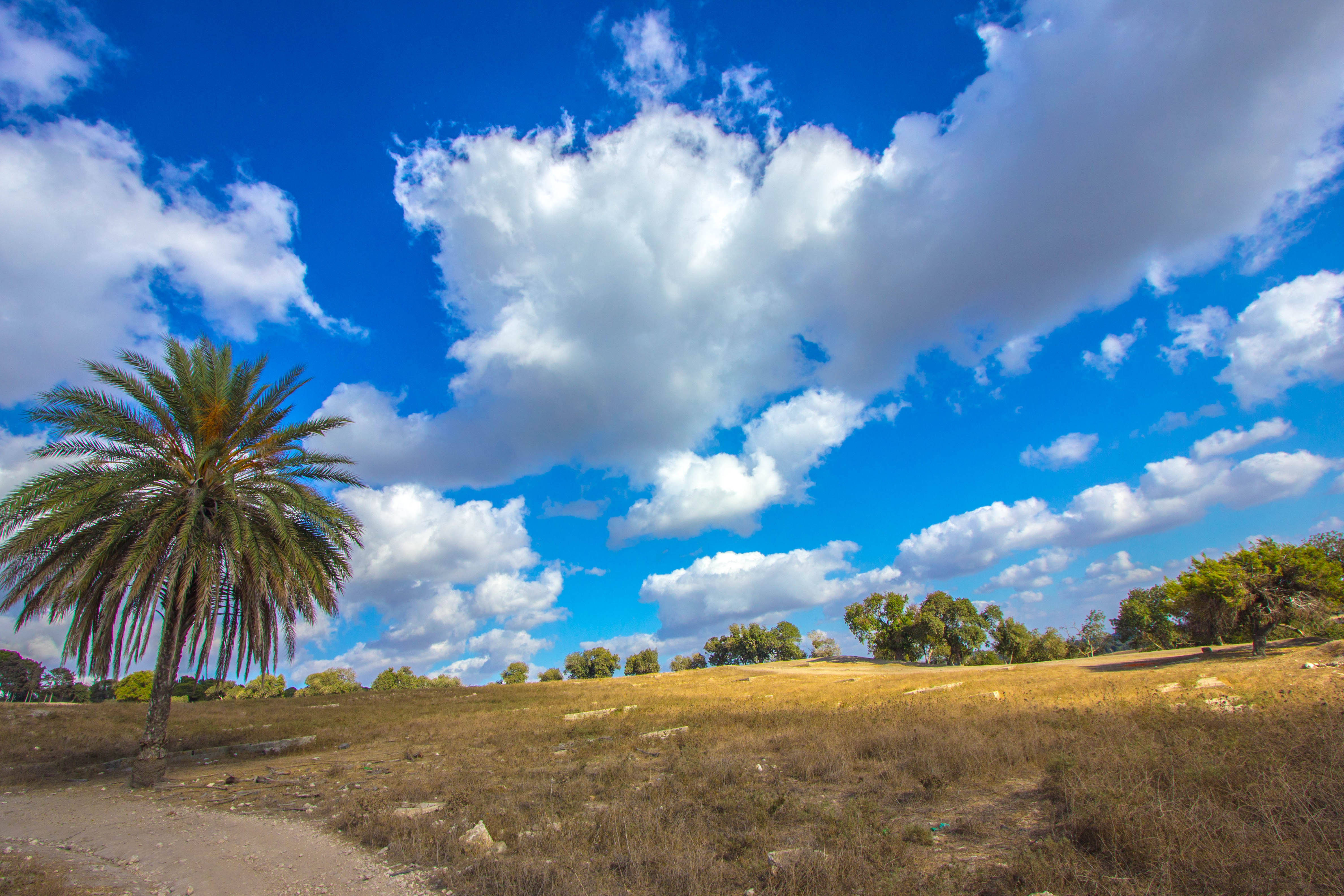
Park Narodowy Szimron

Pierwotnie w rejonie tym znajdowała się starożytna żydowska osada Nahalal wymieniana w biblijnej Księdze Jozuego. Talmud wymienia ją jako Mahlul (hebr. מהלול). W późniejszych wiekach nazwa ta odnosiła się do pobliskiej arabskiej wioski Malul. W wyniku I wojny światowej w 1918 roku cała Palestyna przeszła pod panowanie Brytyjczyków, którzy w 1922 roku formalnie utworzyli na tym obszarze Mandat Palestyny. Stworzyło to warunki do rozwoju osadnictwa żydowskiego w Palestynie. W latach 20. XX wieku organizacje syjonistyczne wykupiły znaczne grunty w Dolinie Jezreel. W takich okolicznościach w dniu 11 września 1921 roku powstał moszaw Nahalal. Pierwotnie znajdował się on przy wzgórzu Tel Szimron, a następnie przeniósł się do doliny. Był to pierwszy moszaw założony w Ziemi Izraela. Grupa założycielska zawiązała się w 1919 roku w moszawie Kinneret W jej skład weszli socjalistyczni aktywiści, którzy posiadali już doświadczenie rolnicze – część z nich przeszła szkolenie w kibucu Deganja Alef. Większość pionierów posiadała już własne rodziny i szukała miejsca na stałe zamieszkanie. Żydowski Fundusz Narodowy przyznał im grunty położone w pobliżu arabskiej wioski Malul. Był to bagnisty teren, z licznymi źródłami i strumieniami. Wylęgające się w takich warunkach komary roznosiły malarię. Pionierzy obawiali się zamieszkania w takich warunkach, jednak zachęcił ich inżynier Josef Breuer, który przygotował plany osuszenia bagien. Osadnicy przyjechali więc do Emek Jizre’el i zamieszkali w prowizorycznych namiotach rozbitych na sąsiednim wzgórzu. Równolegle z kopaniem rowów melioracyjnych budowano baraki moszawu. W następnych latach architekt Richard Kaufmann opracował projekt nowoczesnej osady rolniczej. Zastosował on koncepcję symetrycznego koła, w którego centrum miały znaleźć się budynki użyteczności publicznej, sklepy i magazyny. Kolejny krąg składał się z zabudowań mieszkalnych i gospodarczych, natomiast zewnętrzny krąg tworzyły pola uprawna. Początkowo całą powierzchnię podzielono na 80 równych części, z których 5 przeznaczono pod potrzeby szkoły rolniczej, a 75 części podzielono pomiędzy członków moszawu. Koncepcja ta spełniała wymogi estetyczne, ale również odzwierciedlała zasady równości - każdy dom znajdował się w takiej samej odległości od centrum i można było sprawiedliwie podzielić działki. Zewnętrzny pierścień stanowiły pola uprawne. W 1923 roku wybudowano zawodową szkołę rolniczą dla dziewcząt, a w 1926 roku szkołę podstawową. Początkowo murowanymi budynkami były jedynie zabudowania gospodarcze (stajnie, obory itp.), a pozostałe domy były drewniane. Dopiero od 1933 roku rozpoczęto budowę murowanych domów mieszkalnych. Wcześniej, bo w grudniu 1932 roku doszło do ataku na moszaw. Arabska milicja dowodzona przez Izz ad-Din al-Kassama wrzuciła na teren osady granat ręczny, którego wybuch zabił dwóch osadników. Podczas arabskiego powstania (1936–1939) moszaw była narażony na ataki z pobliskich arabskich wiosek. Aby temu zapobiec, brytyjskie władze mandatowe wybudowały w moszawie fort policji Nahalal (Fort Tegart). W poszukiwaniu skutecznego rozwiązania narastającego konfliktu izraelsko-arabskiego w dniu 29 listopada 1947 roku została przyjęta Rezolucja Zgromadzenia Ogólnego ONZ nr 181. Zakładała ona między innymi, że moszaw Nahalal miał znaleźć się w granicach nowo utworzonego państwa żydowskiego. Arabowie odrzucili tę Rezolucję i dzień później doprowadzili do wybuchu wojny domowej w Mandacie Palestyny. Na samym jej początku siły Arabskiej Armii Wyzwoleńczej zajęły pobliskie wioski i sparaliżowały żydowską komunikację w regionie. Z tego powodu na początku I wojny izraelsko-arabskiej siły żydowskie przeprowadziły operację „Dekel”, w trakcie której w dniu 15 lipca 1948 roku zajęto sąsiednią wioskę Malul. Wszystkich jej mieszkańców wysiedlono, a domy wyburzono. Po wojnie moszaw uzyskał dodatkowe grunty rolne, a ustabilizowana sytuacja w Dolinie Jezreel ułatwiła dalszy rozwój osady.
W dniu 30 czerwca 2000 roku moszaw został zgłoszony przez izraelską delegację na Listę światowego dziedzictwa UNESCO. Wniosek ten nadal oczekuje na rozpatrzenie.

## Demografia
Większość mieszkańców moszawu jest Żydami, jednak nie wszyscy identyfikują się z judaizmem. Tutejsza populacja jest świecka:

## Gospodarka i infrastruktura
Gospodarka moszawu opiera się na intensywnym rolnictwie. Uprawy rolne obejmują pszenicę, sorgo, koniczynę, bawełnę i inne sezonowe rośliny. Jest tu także niewielki gaj drzew owocowych, oraz hodowla bydła, baranów i drobiu. Spółka Lavido Cosmetics produkuje kosmetyki ziołowe i ekologiczne olejki aromatyczne. Firma Badimedabrim szyje koce oraz ubrania dla dzieci. W moszawie jest przychodnia zdrowia, sklep wielobranżowy, zakład kosmetyczny i fryzjerski, oraz warsztat mechaniczny.

## Transport
Z moszawu wyjeżdża się na północny wschód na drogę nr 73, którą jadąc na północ dojeżdża się do skrzyżowania z drogą nr 75, lub jadąc na południe dojeżdża się do kibucu Ramat Dawid.

## Edukacja i kultura
Moszaw utrzymuje przedszkole. Jest tutaj także szkoła podstawowa i szkoła średnia, do których dowożone są dzieci z okolicznych wiosek. Przy drodze wyjazdowej z moszawu znajduje się wioska młodzieżowa ze Szkołą Rolniczą Nahalal (prowadzona przez organizację syjonistyczną WIZO). W moszawie znajduje się ośrodek kultury z biblioteką, basen pływacki, sala sportowa i boisko. Moszaw posiada także własną synagogę i mykwę.

## Turystyka
Osada jest otoczona w większości polami uprawnymi. Jednak na północ od wioski znajduje się wzgórze Tel Szimron (185 metrów n.p.m.), na szczycie którego wzniesiono wieżę widokową. Rozciąga się stąd panorama na całą dolinę. Na południe od wzgórza znajduje się zagajnik akacji Faidherbia albida. Jest to typowe drzewo rosnące na sawannie w Afryce Wschodniej. Tutejszy zagajnik jest najdalej na północ wysuniętym stanowiskiem tych drzew. Obszar ten jest objęty ochroną przez Rezerwat przyrody Tel Szimron. Tuż obok jest położony historyczny cmentarz moszawu Nahalal, na którym są pochowani ludzie, którzy kształtowali żydowską historię Emek Jizre’el. Między innymi jest tutaj pochowany generał Mosze Dajan. W 2011 roku cały ten obszar stał się częścią Parku Narodowego Szimron. Bliżej moszawu Nahalal jest położone źródło Amiad Mojżesza, wokół którego zasadzono drzewa i urządzono miejsce piknikowe. Natomiast na południe od wioski wznosi się niewielki wzgórze Tell Synaj, z którego roztacza się widok na okolicę.

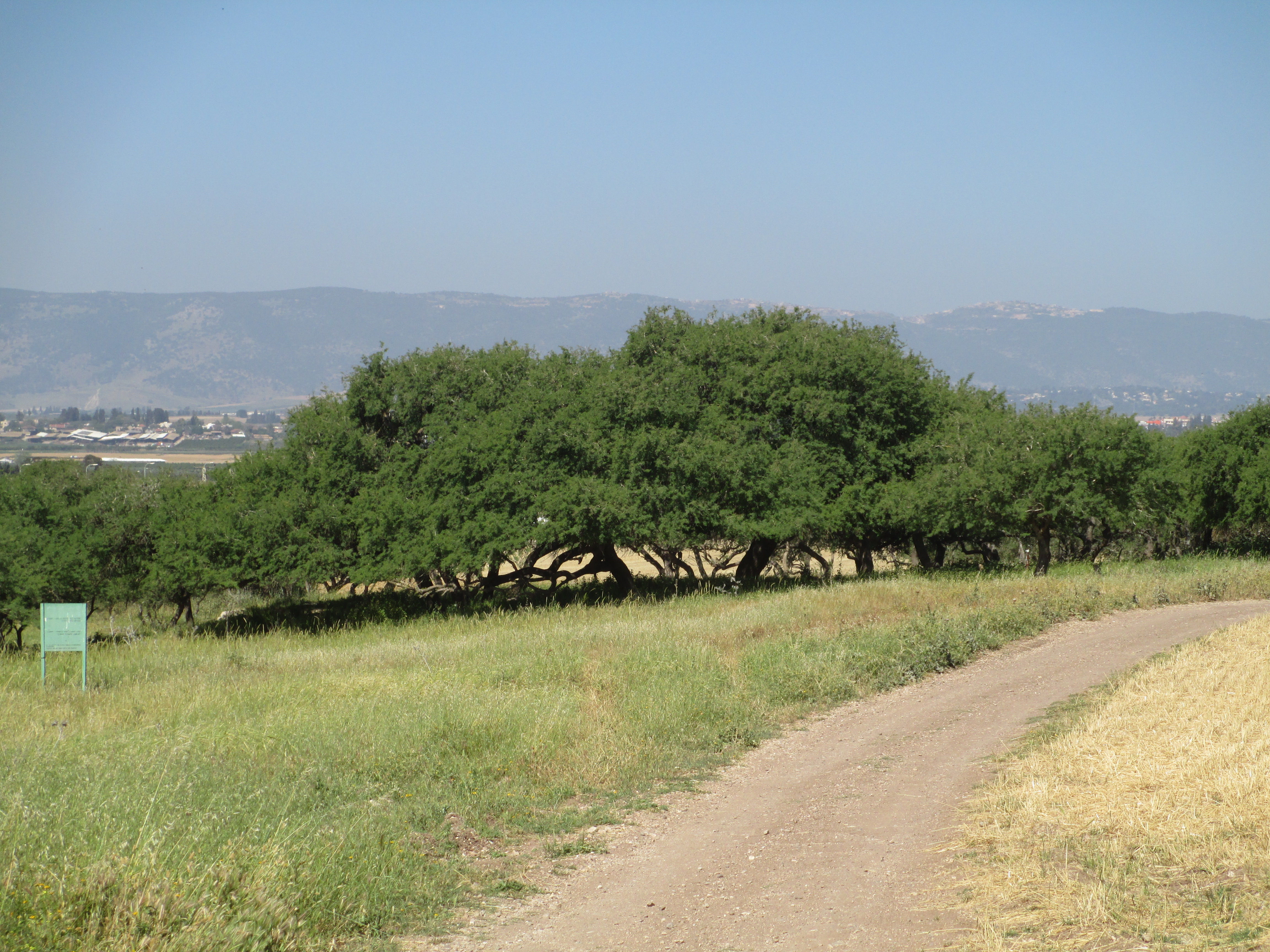
Rezerwat przyrody Tel Szimron

## Osoby związane z moszawem

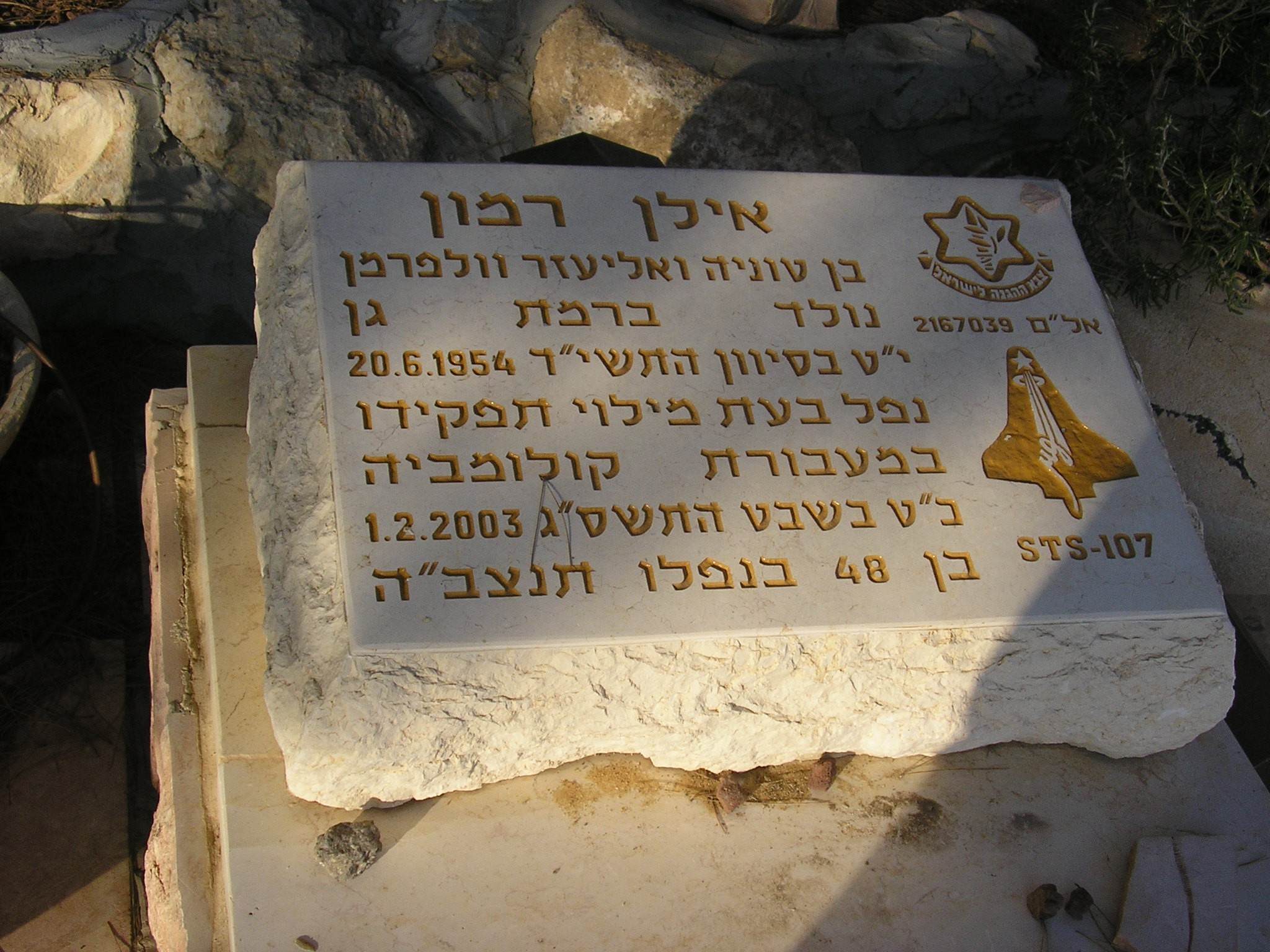
Symboliczny nagrobek Ilana Ramona w Nahalal

W moszawie Nahalal przez dłuższy lub krótszy czas mieszkało wiele wybitnych osobistości związanych z państwem Izrael. Na położonym na północ od osady cmentarzu jest symboliczny grób izraelskiego astronauty Ilana Ramona, który nigdy tutaj nie mieszkał.
| - Asi Dajan - reżyser i producent filmowy. - Mosze Dajan - generał i minister obrony. - Szemu’el Dajan - polityk, parlamentarzysta. |  | - Amir Pnueli - informatyk. - Me’ir Szalew - pisarz. - Hannah Senesh - poetka |  |